# Philip Hoffmann
Philip Hoffmann, född 29 augusti 2002, är en österrikisk alpin skidåkare.
Hoffmann tog guld i storslalom och brons i parallellslalom vid olympiska vinterspelen för ungdomar 2020 i Lausanne.